# Проповедь

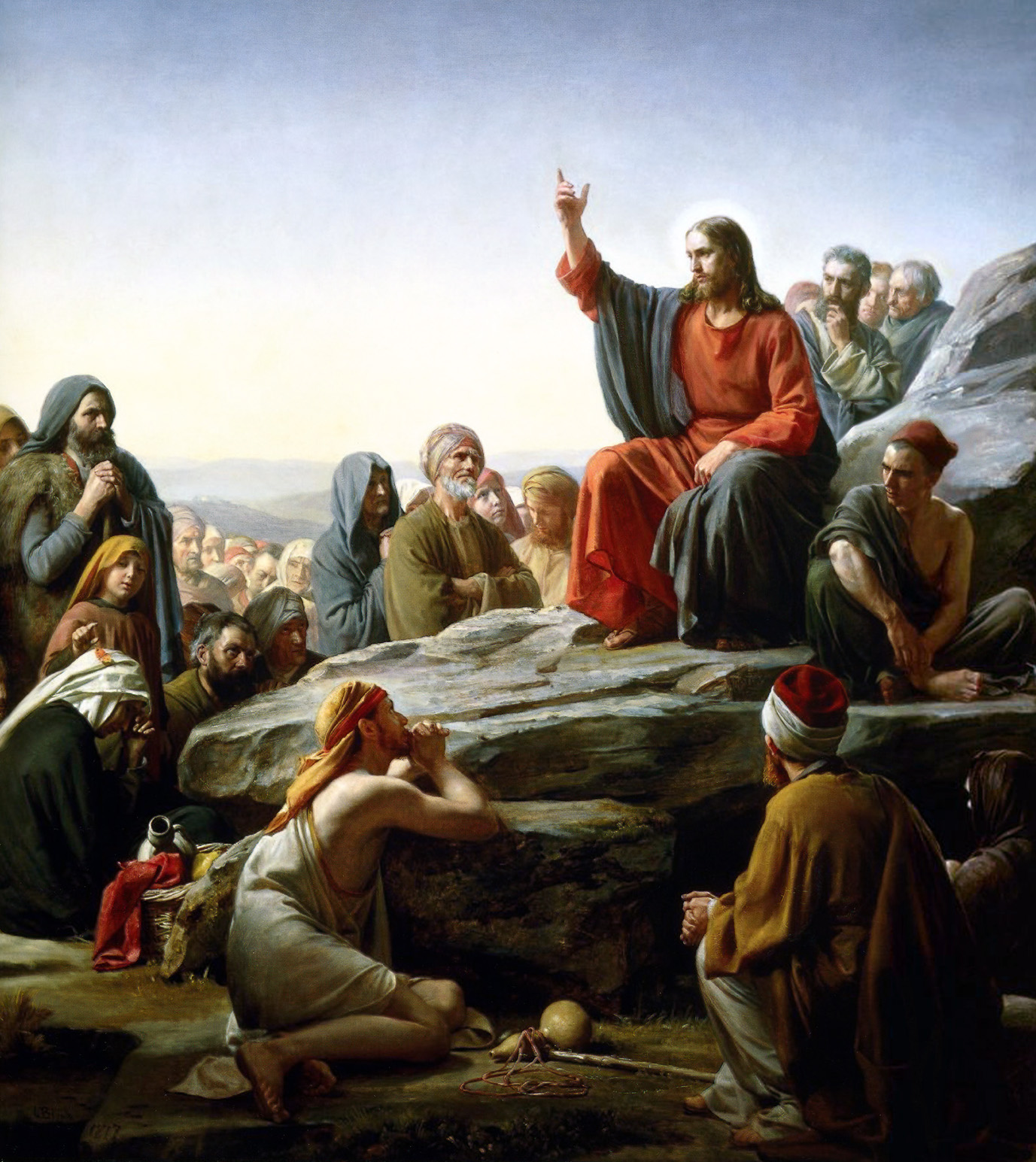
Нагорная проповедь. Карл Блох

Про́поведь (в широком смысле) — выражение или распространение каких-либо идей, знаний, истин, учений или верований, которое осуществляет их убеждённый сторонник.

## О границах понятия
Понятие «проповедь» очень обширное и поэтому трудно поддаётся однозначному определению. По наиболее распространённому в христианской среде определению, проповедь — это речь религиозного характера, произносимая священнослужителем в церкви, и имеющая своей задачей поведать и разъяснить слушающим учение Иисуса Христа. Однако это современное понимание не охватывает всех форм проповеди, существующих как в историческом, так и в географическом пластах человеческой культуры. Например, в это определение не входят различные виды поучений, существующие с дохристианского периода, и получившие своё развитие в других религиях и учениях. Кроме этого, данное определение исключает наставления, преподаваемые в иных формах, отличных от устной речи.

## Этимология слова
М. Фасмер полагает старославянское слово проповѣдати калькой лат. praedicāre — «оповещать», «возвещать»; но неверность такого утверждения очевидна.
Более вероятным представляется, что оно калькирует греч. προανακηρύσσειν — «провозглашать», «провозвещать»; причём следует иметь в виду, что в старославянских (церковнославянских) памятниках проповѣдати реализуется в 3-х значениях: 1) «проповедать»; 2) «предвещать», «провозвещать»; 3) «ходатайствовать».
Слово проповѣдь образовано на основе того же корня, что в слове вѣдѣніе, — вѣд.
Слова с этим корнем в русском языке обычно имеют отношение к внутренней жизни человека: заповедь, совесть, исповедь, ведун, ведать, вещий и др.
Корень вѣд восходит к санскритским корням «vid» и «ved». В санскрите и других индоевропейских языках встречаются слова, основанные на глагольном корне «вид» (знать): «vidvan» (скр.) — сведущий, обладающий знанием; «videja» (зендск.) — знание, наука; «vitan» (гот.) — обращать внимание, но, наряду с этими словами, не мало и таких, корнем которых считается «вед»: «vedmi» (скр.) — знаю, «veda» (скр.) — знание, «ved» (перс.) — знающий, учёный, и многие другие.

## Слова, переводимые на русский язык термином «проповедь»
Слово «проповедь» первоначально входило в состав той части русского языка, которая обслуживает религиозную сферу человеческой деятельности. И, хотя в дальнейшем этот термин стал употребляться и в других областях (например: политическая проповедь, гуманистская, философская и т. д.), лингвистический анализ проводится на основе религиозных текстов, в частности — библейских.
При сравнении текстов Библии на греческом и русском языках видно, что словом проповедь и однокоренными ему глаголами обозначаются разные по форме и содержанию слова. Таким образом смысл слов проповедь, проповедовать, проповедать и т. п. меняется в зависимости от контекста. Без связи с окружающим текстом точное значение данного термина определить не представляется возможным. Слово «проповедь» встречается чаще в Новом Завете (в основном в «Деяниях» и «Посланиях»), чем в Ветхом.
Ниже дан перечень греческих слов из Библии, которые были переведены на русский язык термином «проповедь», а также его производными. Наиболее употребительными являются слова из первых трёх групп. Остальные встречаются значительно реже (почти единично).

### Провозглашение (керигма)
В Новом Завете керигма есть не просто изложение истин веры, а один из аспектов сотериологического процесса, совершаемого через харизматических посланников Слова. В их лице действует Дух Христов, ставя человека перед тайной спасения и выбором пути. Обычное человеческое слово не может породить веры, но керигматическая проповедь обладает особой силой, которая способна преобразить душу. На этой сверхчеловеческой силе керигмы зиждется и авторитет проповедующего. Он есть «соработник у Бога». Апостольская керигма, какой мы её находим в Деяниях и Посланиях, отличается выразительной краткостью. Она сконцентрирована вокруг центрального благовестия христианства: смерти и Воскресения Господа, которые даруют человеку примирение с Богом (Мар.3:14, Деян.8:5, Деян.9:20, Деян.15:21, Деян.28:31, 1Кор.2:4, 1Кор.15:14). Керигма Церкви в любой её форме — будь то харизматическая проповедь о спасении или евангельский рассказ — христоцентрична по своей природе.

### Сообщение, возвещение
Часто встречаются и в Ветхом, и в Новом Заветах производные от глагола αγγέλλω — извещать, сообщать с разными приставками. Это глаголы αναγγέλλω — возвещать, объявлять (Ис.48:20, Деян.20:20); καταγγέλλω — пересказывать, поведать (Деян.4:2, Деян.15:36, Деян.16:21, Деян.17:3, Деян.17:23, 1Кор.9:14); απαγγέλλω — сообщить, доносить, свидетельствовать, рассказывать, излагать, переводить (Пс.18:2, Деян.26:20); ευαγγέλλω — сообщать радостную весть, благовествовать (Деян.8:25, Деян.14:21).

### Речь
Ещё одна группа слов, часто употребляемых в обоих заветах. Это два родственных глагола: λαλέω — болтать, молоть языком, изрекать, произносить (Деян.8:25, Деян.14:25, Деян.16:6, Деян.16:32, 1Кор.2:6,7) и λέγω — говорить, сообщать, рассказывать, передавать, декламировать (Пс.39:6); а также διαλέγομαι — беседовать, обсуждать, разговаривать (Деян.19:9). Словосочетание τον λόγον του κυρίου по-гречески буквально означает слово Господне, но на русский иногда переводится как проповедь о Господе Иисусе (Деян.19:10).

### Откровение, свидетельство, призыв, повествование
Реже встречается глагол παρρησιάζομαι — говорить всенародно, говорить прямодушно, произошедший от παρρησία — откровенная речь, прямота, дерзновение, смелость (Деян.9:27,28, Деян.19:8).
Глагол διαμαρτυρέω — засвидетельствовать, дать свидетельские показания встречается единично (Деян.20:24), впрочем, как и следующие: Διηγέομαι — рассказывать, описывать, повествовать, поведать (Пс.18:2) и Καλέω — звать, призывать, созывать (Ис.61:2).

## Устная форма проповеди
Проповедь как выражение духовных истин может приобретать разные формы. И, хотя в истории встречаются все её виды, самый распространённый из них — это устная речь. Ниже представлены основные свойства этого вида проповеди.
Как видно из лингвистического анализа (см. третий раздел), с помощью слова «проповедь» в русском языке стали обозначаться разные формы речи. Это могло произойти по двум причинам. Первая — решающую роль при переводе имело содержание речи, а не её внешняя форма. И вторая причина — то, что в русском языке понятие «проповедь» оказалось не достаточно проработанным. Поэтому при переводе на русский язык в нём не нашлось нужное количество терминов для обозначения всего многообразия видов проповедничества, представленных в греческом языке. Таким образом, русское слово «проповедь» — мультисмысловое. В широком смысле проповедь — это и рассказ, и известие, и возглашение, и сообщение, и свидетельство, и призыв, и беседа, и поучение, и откровение. Как и всякую речь, устную проповедь можно рассматривать с разных сторон. Главная функция речи — общение. Но при общении человек может ставить разные цели, и достигает он их разными способами. Здесь выделены три категории, по которым ведётся классификация речевой проповеди. Это — зачем (п.4.1.1), кому (п.4.1.2) и как (п.4.1.3) говорит проповедник свою речь.

### Цель произнесения речи
По степени воздействия на слушателя можно выделить три основных вида речей: информация, агитация и манипуляция. Как видно из раздела 3, с помощью слова «проповедь» в русском языке обозначается и информационная речь, и агитационная, и манипуляционная. Среди проповеднических речей, носящих информационный характер, выделяются три типа: сообщение, пророчество и поучение. Далее приводится краткая характеристика для каждого из них.

#### Проповедь-сообщение
Цель информационной речи — помочь познать что-то и усвоить, или сообщить о чём-то необходимом для человека. Задача проповедника-информатора — найти и пробудить в слушателе скрытые, дремлющие интересы, которые вытекают из стремления человека к познанию. Первый тип проповеди, часто встречающийся в Библии — это проповедь-сообщение (весть). Она появляется в книгах Ветхого завета и остаётся в употреблении в Новом. Такая проповедь по своей форме сходна с рекламой. Различие их в том, что реклама ставит своей целью презентовать кому-то информацию об объектах и событиях, принадлежащих к области материальной культуры, а проповедник «рекламирует» продукты духовной культуры. Здесь можно выделить два типа речей — пророческие и учительные. Между собой эти два вида проповеди различаются «авторством» послания. Пророк всегда говорит от другого лица, а учитель, как правило, делится своими знаниями и опытом.

#### Проповедь-пророчество (профития)
Еврейское слово нави — пророк, означает не только предсказателя будущего. Точная его этимология не установлена, но общий смысл термина может быть передан как «призванный посланник» (похоже на аккадское набу — призывать). В греческом языке слово наби переводится как προφήτης — тот, кто говорит от другого лица, вестник, комментатор (отсюда и термин «профетизм», означающий пророческое движение в целом и его доктрину). В Библии слово προφήτης переводится на русский язык чаще как пророчество, а не как «проповедь». Но вестник профитии имеет сходство с глашатаем керигмы (см. раздел 3, ч.3.1). Поэтому профитию можно рассматривать как вид проповеди.

#### Проповедь-поучение (дидаскалия)
Дидаскалия так же, как и профития, является калькой с греческого. Слово διδάσκω означает — учить, обучать, поучать, наставлять. Так же, как и προφήτης, διδάσκω не переводится как «проповедь». Традиция учительства берёт своё начало в дохристианские времена. Основателей крупнейших религий называли учителями, а их преемников — проповедниками. Это говорит о родстве этих понятий. Таким образом наставничество можно рассматривать как ещё один вид проповеди. В послании к Титу (2:15) Апостол так определяет виды учительства: «Сие говори, увещевай и обличай со всякою властью, чтобы никто не пренебрегал тебя». Говорить — значит просто излагать положительное учение Церкви о правилах христианской жизни и деятельности; увещевать — значит убеждать, настоятельно требовать исполнения обязанностей, осуществления учения; обличать — означает указывать нарушение правил и укорять за это, со всякой властью, не унижая своего авторитета, а напротив во имя этого авторитета, и сохраняя своё достоинство. Проповедь-увещевание уже приобретает свойства агитации и относится, скорее, к следующему виду речей.

#### Агитационная речь

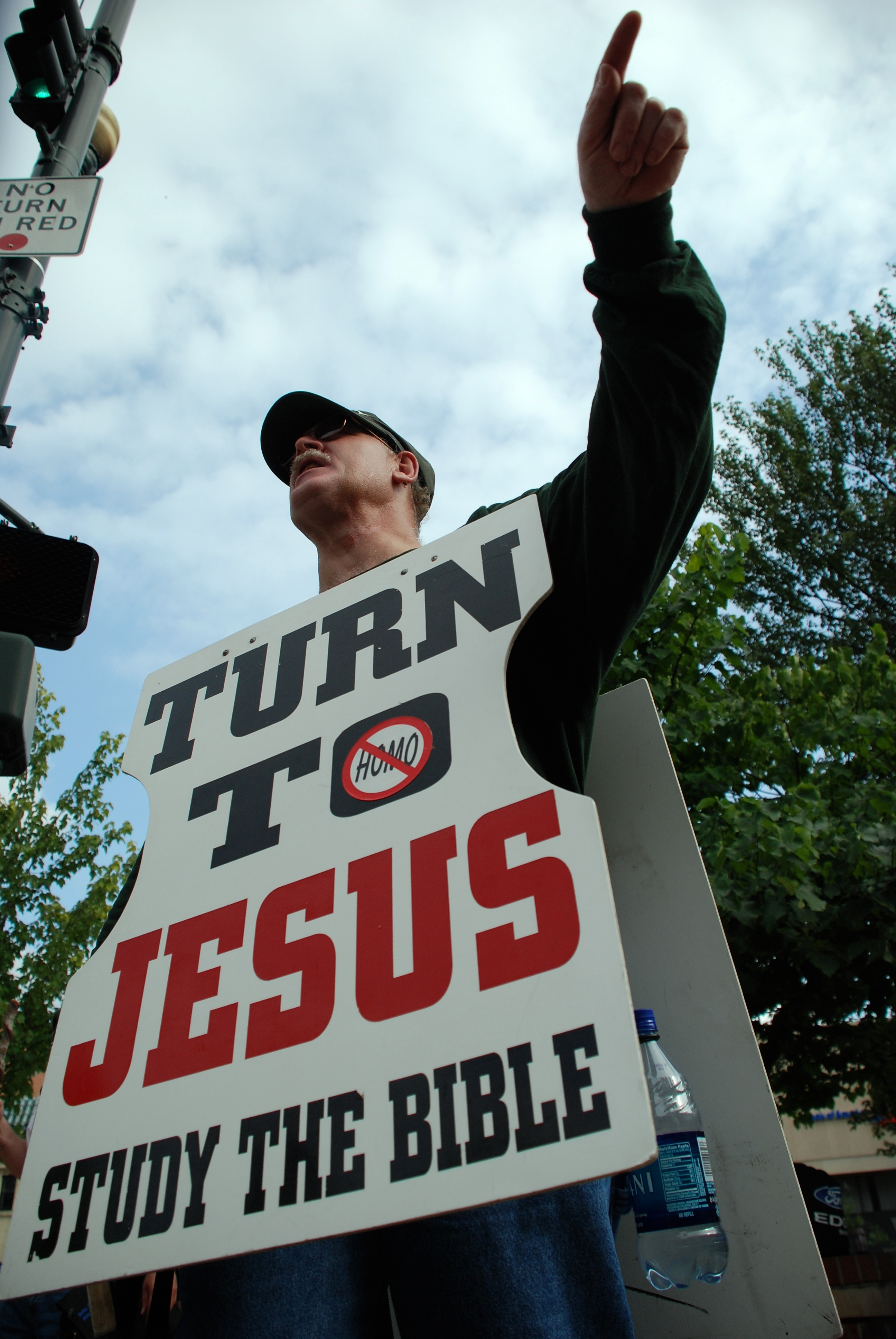

Другой вид проповеди — это агитация. Она ставит своей целью не только поделиться со слушателями информацией, но и получить ответную реакцию в виде заинтересованности или каких-либо действий. Если в информационной речи желаемый отклик — стремление знать, то в агитационной — воля к целеустремлённому мышлению и действию. Задача оратора в агитационной речи состоит в том, чтобы убедить своих слушателей мыслить и действовать определённым образом. Чтобы информационная речь стала агитационной, в ней должны присутствовать дополнительные элементы. Это построения (логические и психологические доводы), объединяющие разнообразное содержание речи и направляющие его к одной цели — вызвать соответствующий отклик у слушателя. Проповедь как агитационная речь подпадает под определение ораторской речи и рассматривается подробнее в другой части этой главы.

#### Манипуляционная речь
Русский психолог-политолог Е. Л. Доценко в своей книге о психологии манипуляций предлагает следующее определение: «Манипуляция — это вид психологического воздействия, искусное исполнение которого ведёт к скрытому возбуждению у другого человека намерений, не совпадающих с его актуально существующими желаниями». Выражаясь на языке теории массовых коммуникаций, манипулирование индивидом предполагает подмену интересов реципиента интересами коммуниканта. В результате индивид начинает осознавать внушённые ему интересы как свои собственные. Для достижения своей цели манипулятор использует построения, основанные на ложных основаниях. Например, создание иллюзорной, параллельной реальности с «перевёрнутой» системой ценностей, подмену тезиса и другие приёмы. В библейских текстах чаще встречаются два первых вида проповеди, а проповедники-манипуляторы приводятся в качестве отрицательного примера. Если при определении понятия «проповедь» опираться на библейские тексты (см. начало раздела 3), то следует исключить из него проповеди, носящие характер манипуляционной речи.

### Аудитория, для которой произносится проповедь

#### Проповедь перед неизвестной аудиторией, проповедь-миссия
Часто проповедь, которая произносится перед незнакомой аудиторией, имеет профетическую форму. Иногда к ней добавляются дидактические элементы. Проповедь для незнакомой аудитории, совмещающая в себе элементы профитии и дидаскалия, называется миссионерской. А если проповедник, кроме информационных, ставит и агитационные цели, то такая проповедь принимает форму конструктивной пропаганды. Ещё одно отличие миссионерской проповеди — в том, что обычно она произносится один раз. Те слушатели, которых не затронула речь, больше к ней не возвращаются. Продолжает миссионер свою проповедь уже для более узкого круга заинтересовавшихся людей. Теперь он для них становится учителем и наставником, а проповедь — дидактической. Если же проповедник возжелает продолжить свою речь для людей, с которыми у него разошлись векторы интересов после первого сообщения, он перестаёт быть проповедником и становится манипулятором.

#### Проповедь перед знакомой аудиторией

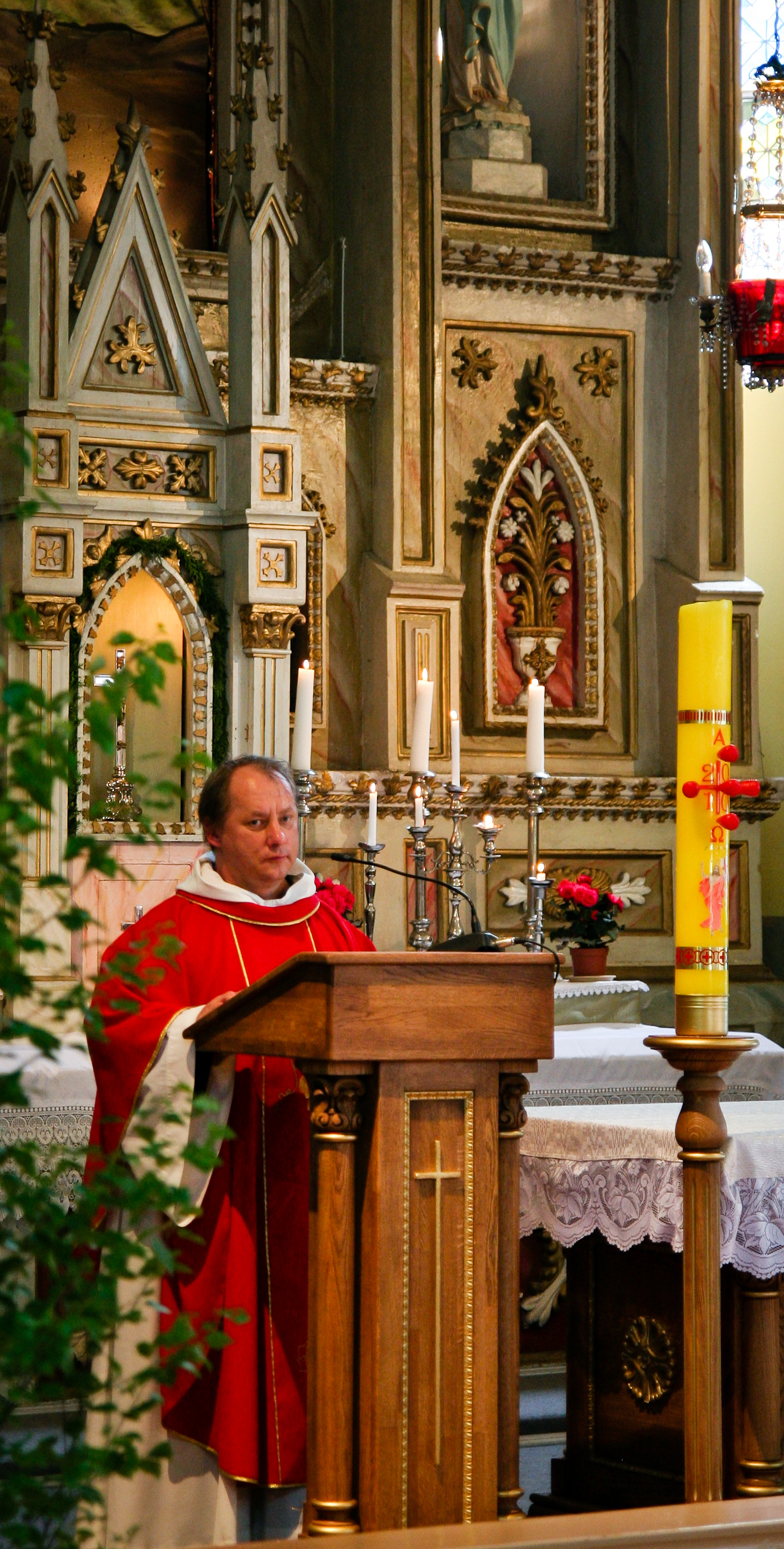

Протестантский богослов Фридрих Шлейермахер определил проповедь как «акт художественного словесного представления или воспроизведения содержания личного миросозерцания проповедника перед слушателями, обладающими тем же содержанием». Эта формулировка применима к проповеди, произносимой для знакомой аудитории. Здесь решающую роль играет авторитет проповедника, так как его слушатели уже обладают сходными знаниями, только в меньшей степени. В этом случае проповедь имеет форму дидаскалии (поучения, наставления). Подобная речь произносится не однократно, в отличие от миссионерской. Как правило, такая проповедь носит характер регулярных поучений.

### Способ взаимодействия с аудиторией
По количеству говорящих людей выделяются две группы речей: монолог (говорит один человек) и беседа (больше одного). Монологичная речь может произноситься разными способами. Различие между ними обусловливается степенью сознательного участия человека в процессе произнесения речи. Иначе сказать — степенью самообладания. Монологичные проповеди разделяются на два типа: глоссолалия и ораторская речь.

#### Беседа, проповедь-омилия
В греческом языке словом ‛ομιλία называется беседа, учение или собрание. На русском ‛ομιλία произносится как омилия, гомилия или хомилия (с придыханием). Отсюда — гомилетика (наука о проповеди). Самый древний вид проповеди — это гомилия — изъяснительная беседа. Она является, скорее, собеседованием. В небольших общинах при собрании верующих говорил не один при молчаливом внимании других, а многие вступали в диалог с главным наставником и руководителем беседы, прося у него разъяснения, высказывая свои недоумения, предлагая дополнения к сказанному другим. В настоящее время проповедник чаще выступает перед народом, и народ молча слушает его, как слушает всякого оратора; никто его не прерывает и не вступает с ним в беседу. В теперешнее время проповедь — это не собеседование, а монологичная речь к народу и перед народом. Как речь к народу проповедь подпадает под определение ораторской речи и рассматривается подробно в другой части этой главы.

#### Проповедь как ораторская речь
Ораторская речь требует от говорящего тщательной подготовки. Оратор должен развивать в себе ощущение речи как взаимного общения, в котором мысли, слова, манеры постоянно приспособляются к слушателям. Это первое насущное требование к оратору. Проповедь — это всегда обращение к народу. По своей форме она является одним из видов ораторских произведений и, подпадает под законы, обязательные для всякого ораторского произведения. В искусстве проповеди, как и во всяком другом ораторском искусстве, присутствуют три элемента: учительный «docere», художественный «delectare» и нравственный или волевой «movere». Но в проповеди художественный элемент не служит предметом главного внимания. Учительный — важнее, но и его одного для проповеди недостаточно. Самое главное свойство проповеди то, что она является живым действенным словом. Основная обязанность проповедника — передать другим людям то, что он считает нужным и полезным, чтобы имеющиеся у него взгляды и воззрения вошли в жизнь других людей и осуществились в практической действительности. Для этого проповедник, как и всякий оратор, должен быть преисполнен искренним, из глубины сердца происходящим воодушевлением и этим своим воодушевлением должен воспламенять слушателей. Не может быть хорошим проповедником человек с вялой теплохладной душой, неспособный глубоко чувствовать и переживать. Воодушевление это непременно должно быть искренним, а не напускным или деланным, так как фальшь напускного воодушевления всегда чувствуется и производит только нежелательное обратное действие на слушателей. В форме ораторской речи проповедь изучается в гомилетике. Риторика (наука об ораторском искусстве) учит тому, как нужно составлять речь и действовать оратору, а гомилетика излагает то, что проповедник должен предлагать народу. В первом случае главное — форма, а во втором — содержание.

## Другие формы проповеди
- Проповедь как письменное слово
- Проповедь как музыкальное слово (пение, как форма проповеди)
- Проповедь как рисованное слово (икона — богословие в красках)
- Проповедь жизнью, (поведение и поступки праведников, юродивых и др.)
- Проповедь смертью — свидетельство мучеников
- Проповедь с помощью предметов материального мира — одежда, архитектура, цветы и т. д.

## Содержание проповеди (тема)
Итак, проповедь есть речь к народу и перед народом. Речь о чём? Как указано выше, проповедник «презентует» объекты, принадлежащие духовной культуре. Данный вид речи имеет религиозное, нравственное, философское или морально-этическое наполнение.

### Разъяснение
Первый и самый древний вид проповеди — это изъяснительная беседа. Она возникла в иудаизме в период Второго храма из обычая публично читать Тору на иврите, и объяснять смысл прочитанного на разговорном языке народа. Проповедник комментировал один или несколько стихов из Священного Писания. В зависимости от аудитории он мог добавить и нравоучительные наставления. На иврите проповедь называется ивр. דְרָשָׁה‎ (драша); или דְרוּשׁ‎ (друш). В христианстве такая беседа (омилия) в первые четыре века была господствующим родом церковных поучений.

### Комментарий
В чём главное отличие между комментарием и омилией? В комментарии экзегет-истолкователь сосредоточивает своё внимание всецело на тексте Писания и представляет полное, по возможности всестороннее исследование его, а в омилии главное внимание проповедника устремлено на потребности и духовные нужды слушателей. Он не ставит своей задачей дать полное объяснение известного места Священного Писания, а старается только извлечь из него полезные уроки, назидание для слушателей. В древности практиковалось два способа изъяснения Священного Писания. Александрийская школа предпочитала аллегорический, иносказательный стиль толкования. Антиохийская же главное внимание сосредоточивала на буквальном, прямом смысле библейского текста (комментирование).

### Проповедь-панегирик
Если в древности господствующей формой проповедничества была омилия, то в настоящее время господствующим видом церковной проповеди является слово, которое берёт своё содержание из идеи церковного года. Подобная проповедь произносится и по случаю различных событий. Её можно назвать панегирической проповедью. Она берёт своё начало в Древнем Египте. Тогда начали произносить и записывать посмертные речи. Позже этот обычай был перенесён в Европу и Россию. В христианской Церкви каждый день года посвящён какому-то событию или, чаще, святому человеку. Обычно день его памяти — это день его кончины. Поэтому проповедь, произнесённую по этому случаю, можно сравнить с древними панегириками.

### Нравственно-этические поучения
Третий источник, из которого проповедник может брать темы для своих проповедей — это наставления и поучения. Это катехизаторская проповедь (от греческого κατηχέω — оглашать, устно учить, наставлять), в которой преподаются основные уроки веры и жизни. Такая форма проповеди получила наибольшее распространение в восточных религиях (даосизм, конфуцианство, буддизм).

### Публицистическая проповедь
Наряду с омилией, панегирической проповедью и катехизическим поучением, существует ещё четвёртый вид проповеди, который служит как бы восполнением их. Это так называемая проповедь публицистическая, которая берёт своей исходной точкой запросы современности. Этот вид проповеди имеет то основное отличие от первых трёх видов, что там коренным источником и исходной точкой служат священные тексты и постулаты веры, а здесь исходной точкой являются те настроения, которые проповедник замечает в современной жизни, заблуждения, недостатки и пороки, которые он наблюдает в окружающей среде и против которых он направляет своё учительное слово.

## Содержание проповеди (смысл)
Как видно из предыдущего раздела, проповедник разъясняет и комментирует религиозную литературу, воспевает то или иное событие или даёт поучения для духовной жизни. Но, поскольку, священные книги, нравственные ценности и жизненные устремления людей отличаются друг от друга, в зависимости от их принадлежности к той или иной религии, то смысловое наполнение этих проповедей также различно.

### Христианство

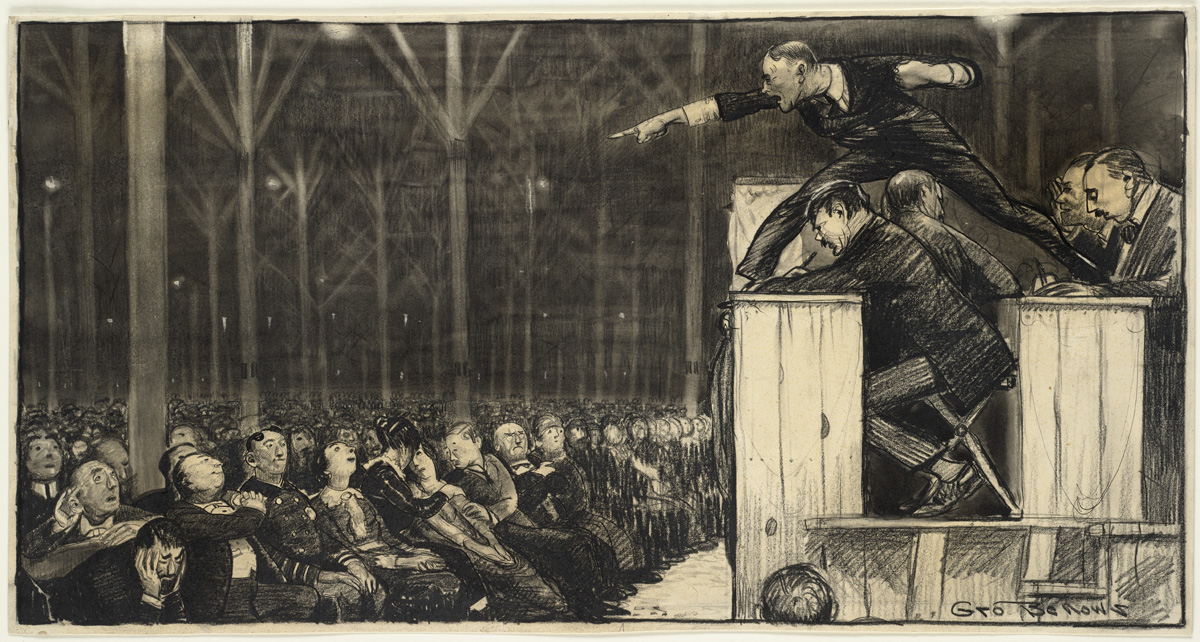
Американский проповедник Сандей, Билли, 1915

Существо проповеди основателя христианской религии Иисуса Христа, которого христиане почитают как воплощённого Бога, а также Его последователей — апостолов, заключается в распространении благой вести о спасении и наступлении Царствия Божия. Нынешняя проповедь — это продолжение дела, начатого Иисусом, и раскрытие евангельского учения. Христианская проповедь является выполнением религиозного служения, возложенного Христом непосредственно на апостолов и через них на последующих преемников — пастырей. Наиболее распространённая форма христианской проповеди — это возвещение учения о спасении в живой речи перед народом. В разных конфессиях проповедь имеет разное значение. Например, в православии и католицизме такая речь обычно является дополнением к богослужению, в протестантизме проповедь занимает центральное место в богослужении.

## Появление и историческое развитие проповедничества
Проповедь первоначально была вызвана к жизни становлением мировых религий в XI—V веках до нашей эры. Когда автоматизм родового сознания ослабился настолько, что создалась возможность для теоретического осмысления жизненной позиции человека, тогда начали возникать крупные духовные движения, которые прошли через культуры Европы, и Азии. В Индии — это буддизм и джайнизм, в Иране — зарождение зороастризма, в Израиле — выступление пророков, в Греции — движение орфиков, ионийская философия и пифагореизм, в Китае — Конфуций и Лао-цзы. Все эти движения создали свой тип проповеди. Например, речи пророков в Ветхом Завете и речь Заратуштры в Авесте, буддийская литература, проповеднические интонации у Гераклита и Эмпедокла.
Христианство заимствовало технику проповеди у позднеантичного морализма (Сенека, Эпиктет) и одновременно у восточной религиозной пропаганды (преимущественно иудаистской). В IV веке созрел жанр церковной проповеди, окрашенный эллинистической традицией. Из позднеантичной философии в церковный обиход пришёл термин «гомилия», по-русски — «гомилетика». Наиболее известные церковные ораторы античного склада — это Василий Великий, Григорий Богослов, Григорий Нисский, Иоанн Златоуст. Последний довёл греческое церковное красноречие до высшей точки и на грани 4 и 5 веков возродил демосфеновскую патетику на новой основе.
Основы западной церковной проповеди формировались под сильным влиянием Цицерона. Теоретические принципы христианской проповеди впервые сформулировали Амвросий Медиоланский и Августин Блаженный. С XI века в западную проповедь начали проникать мотивы интимного самоуглубления. Эта тенденция нарастала до XIII века (Франциск Ассизский, Антоний Падуанский). В средние века проповедь оставалась одним из центральных литературных жанров и играла роль эталона по отношению к другим формам. Вся средневековая религиозная литература — в той или иной мере проповедь.
Сильные стимулы для развития проповеди дала реформация. Мартин Лютер провозгласил проповедь центром церковной жизни, поставив её выше литургии. В XVII век во Франции общий культурный подъём и нужды полемики с гугенотами и вольнодумцами породили расцвет литературно-утончённой проповеди, пользующейся стилистическими возможностями барокко (Жак Боссюэ). В русском церковном красноречии 18—19 веков осуществлялся синтез допетровских традиций с техникой барочной проповеди.
Сейчас существуют такие понятия, как политическая проповедь, философская проповедь, проповедь нравственных и этических идеалов и другие. Все они имеют в своей основе ту или иную форму религиозной проповеди.